# ピペラジン
ピペラジン(piperazine)は、分子式C4H10N2、分子量86.14の複素環式アミンの一つである。シクロヘキサンの向かい合わせになった2つのメチレン基をNHで置換した構造をもつ。

## 物性
常温ではアミン臭をもつ白色結晶である。引火点65℃、発火点320℃。水やエチレングリコールに可溶であるが、ジエチルエーテルには不溶である。強塩基でありpKaは9.8（pKbは4.19）、10%水溶液のpHは10.8-11.8である。空気から湿気や二酸化炭素を吸収しやすいという特徴を持つ。

## 合成
1,2-ジクロロエタンとアンモニアを、水酸化ナトリウム存在下で反応させる。1,2-ジアミノエタンとエチレングリコールの脱水縮合によっても生成する。

## 用途
エポキシ樹脂硬化剤、キレート剤、潤滑油添加剤、アスファルト添加剤、界面活性剤など。その他、医薬の部分構造としてもよく導入される。

### 駆虫薬
アジピン酸やクエン酸の塩が動物用のぎょう虫、回虫の駆虫薬（ただし条虫には無効）として用いられる。
ピペラジンは、米国では1950年代から駆虫薬としてヒト及び動物に用いられているが、その駆虫作用は、殺虫性ではなく、アセチルコリンの作用を遮断して虫体の運動筋を麻痺させる作用によるものであり、虫体を排便とともに排出させることを目的としている。パモ酸ピランテルと併用すると互いの作用が減弱する。
田辺製薬では回虫の駆虫薬としてスパトニン（ジエチルカルバマジン）を開発していたが副作用があるため、安価かつ効果も高く副作用もないピペラジンの登場により利用されなくなった。